# Géographie de la Normandie
 (mars 2025).
Si vous disposez d'ouvrages ou d'articles de référence ou si vous connaissez des sites web de qualité traitant du thème abordé ici, merci de compléter l'article en donnant les références utiles à sa vérifiabilité et en les liant à la section « Notes et références ».

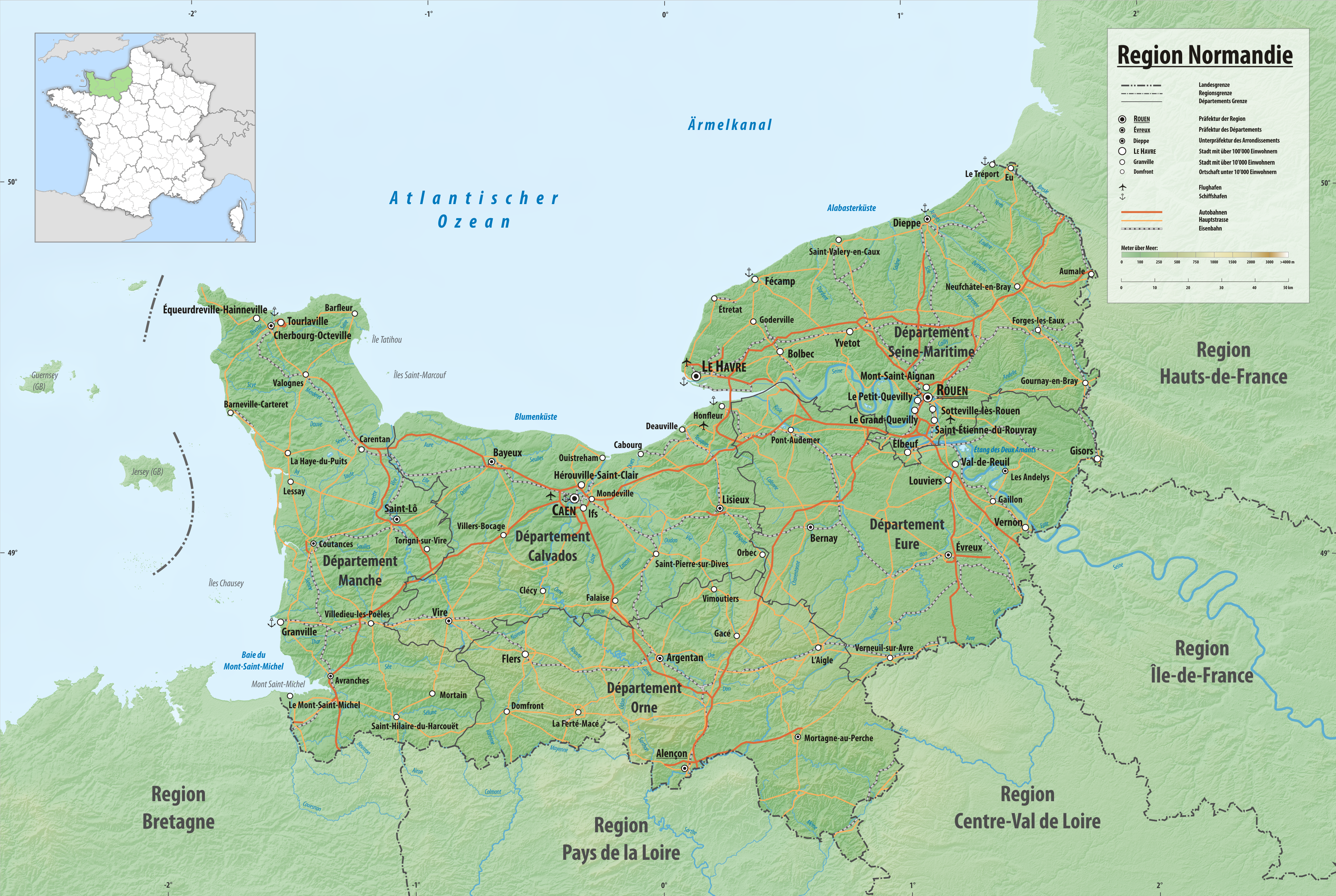
Carte de la Normandie.

Cet article décrit la géographie de la Normandie, région administrative française résultant de la fusion le 1er janvier 2016 de la Basse-Normandie et de la Haute-Normandie.

## Situation
La Normandie se trouve dans l’ouest du continent européen et dans le Nord-Ouest de la France.
Ses deux façades maritimes (au nord et à l'ouest), de 603 km de longueur, font face à la Manche. À l'ouest de la péninsule du Cotentin se trouvent les îles Anglo-Normandes. Les territoires limitrophes sont, en commençant par le sud-ouest et en allant vers l'est : la Bretagne (Ille-et-Vilaine), les Pays de la Loire (Mayenne, Sarthe), le Centre-Val de Loire (Eure-et-Loir), l'Île-de-France (Yvelines, Val-d'Oise) et la Picardie (Oise, Somme).
Sa superficie est de 29 906 km2, elle s'étend entre 50°07' et 48°17' de latitude nord, et entre -1°94' et 1°79’ de longitude ouest.
Elle est située dans le fuseau horaire de l'Heure normale d'Europe centrale, UTC+01:00. Plus anecdotiquement, la pointe de Barfleur se situe exactement aux antipodes des îles des Antipodes.

### Géographie administrative et humaine
| \| Localisation de la Normandie en France \| JERSEY Pays de la Loire Bretagne Hauts-de-France Centre- Val de Loire Île-de- France Saint-Lô Évreux Rouen Caen Alençon Manche (50) Calvados (14) Orne (61) Seine-Maritime (76) Eure (27) |
| Localisation de la Normandie en France |

### Géographie physique
Carte des régions naturelles et des principaux fleuves de Normandie :
| \| \| Manche Baie de Seine Cotentin Bessin Bocage virois Suisse normande Plaine d'Argentan Campagne d'Alençon Campagne de Falaise Plaine de Caen Pays de Caux Pays de Bray Plaine de Saint-André Perche Coutançais Avranchin La Seine L'Orne |
| Localisation de la Normandie en France |

## Îles Normandes
Le plus célèbre des îlots français, le mont Saint-Michel, baigne dans la baie du Mont-Saint-Michel, entre la Bretagne et la péninsule du Cotentin en compagnie de Tombelaine. Plus au large, l'archipel de Chausey comporte, à marée haute, 52 îles d'une superficie totale de 6,5 km2, dont une seule, la Grande-Île, comporte des habitations occupées par une petite population permanente de 30 personnes.
Au large de Cherbourg, l'île Pelée soutient la digue est de la rade de Cherbourg. Au nord-est du Cotentin, Tatihou, en face de Saint-Vaast-la-Hougue est une île accessible à pied à certaines marées basses. À l'est de la péninsule du Cotentin, l'archipel Saint-Marcouf inclut l'île du Large et l'île de Terre.

## Littoral
Les côtes maritimes normandes présentent des aspects très divers. Le long de la côte d'Albâtre, les hautes falaises du pays de Caux, au pied desquelles s’étendent des plages de galets, sont de véritables murs verticaux de craie et de silex, parfois échancrées par des valleuses abritant quelques ports, notamment Dieppe et Fécamp. La côte Fleurie et la côte de Nacre offrent de nombreuses stations balnéaires et de vastes plages de sable fin (Deauville, Trouville, Courseulles-sur-Mer). La Manche présente à la fois des promontoires cristallins élevés dans le nord du Cotentin (La Hague) et des parties de littoral bas et sablonneux (vers Saint-Vaast et le mont Saint-Michel). La Côte des Havres, sur la côte occidentale du Cotentin, présente des caractéristiques permettant le développement de vasières et de prés salés.
Pour leur importance historique, les plages du Débarquement font partie d'un bien proposé au patrimoine mondial en vue d'un classement dont la candidature est officiellement déposée par le gouvernement français en 2018.

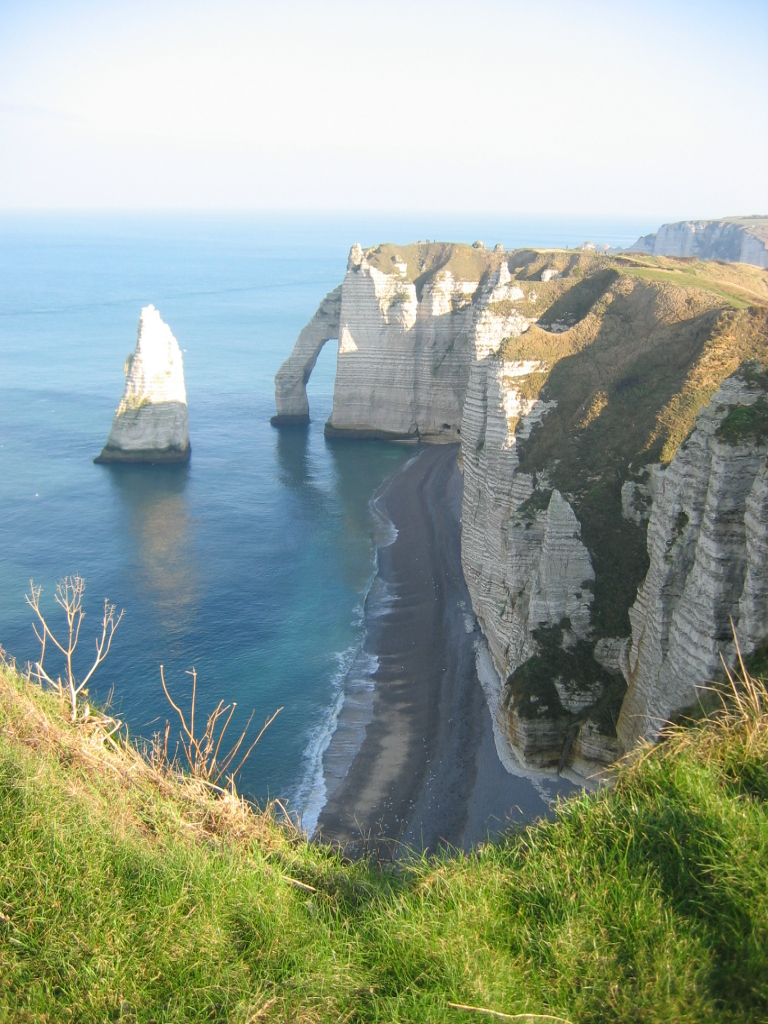
Pays de Caux.
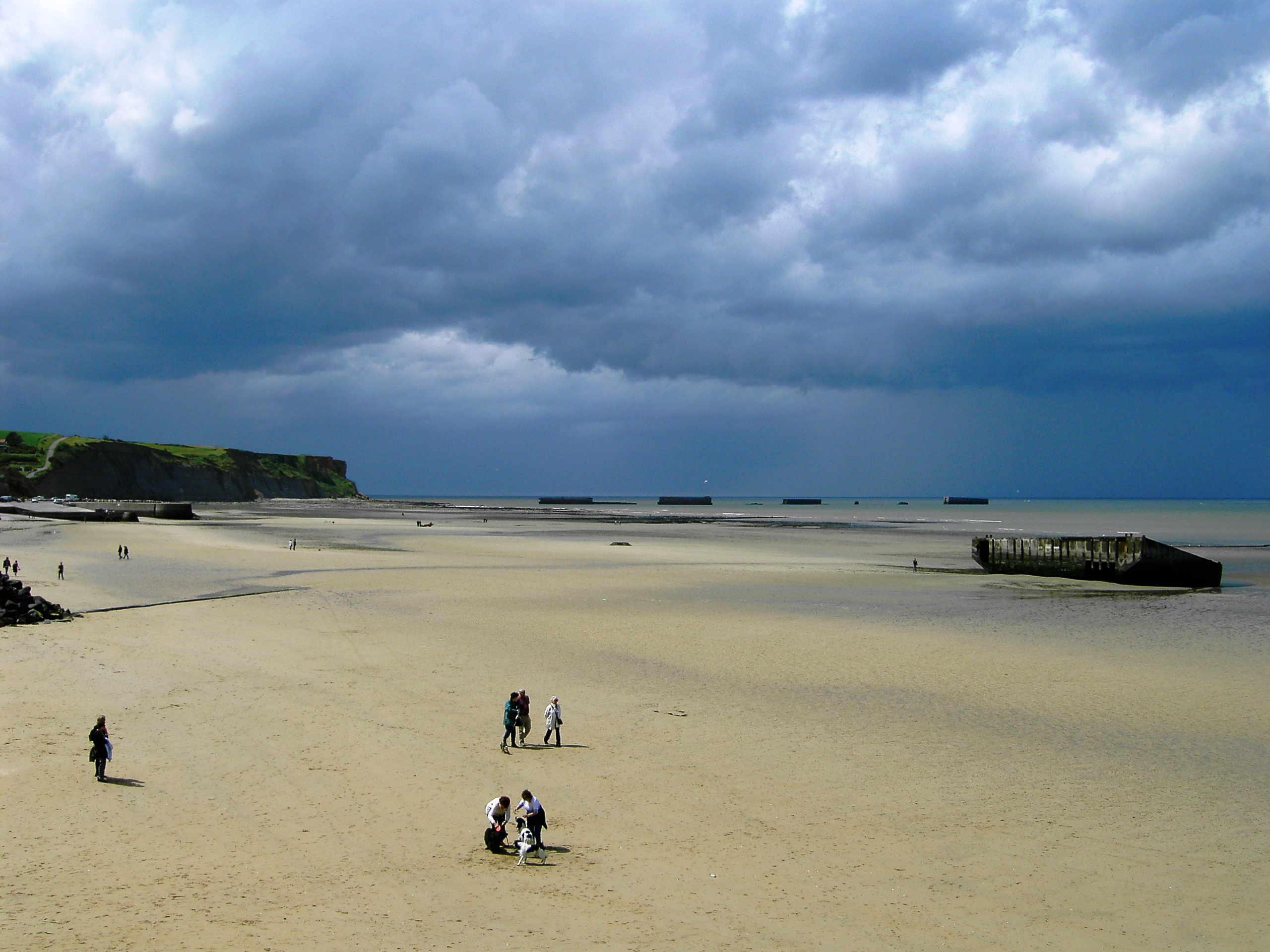
Bessin.
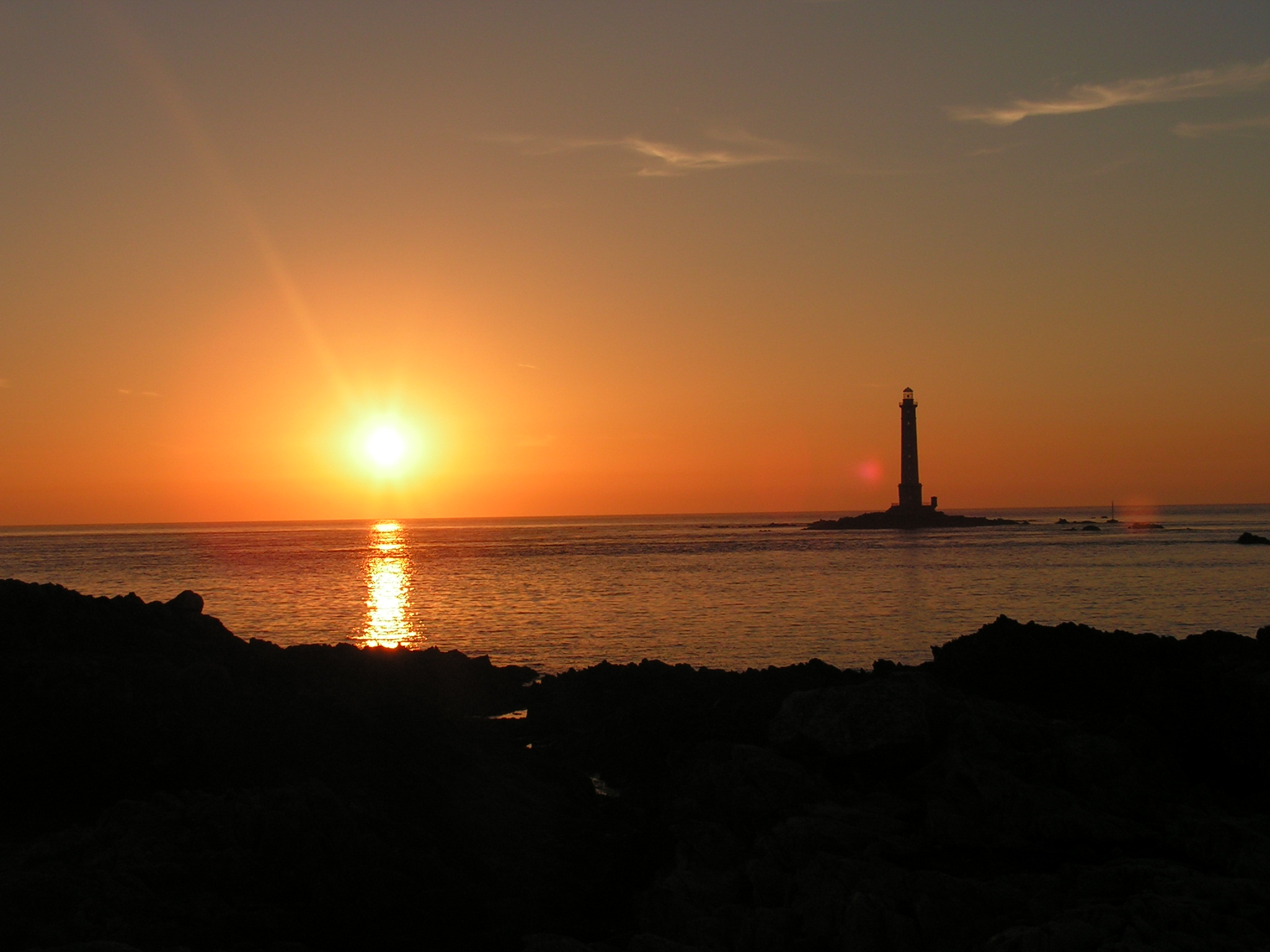
Phare de la Hague, Cotentin.
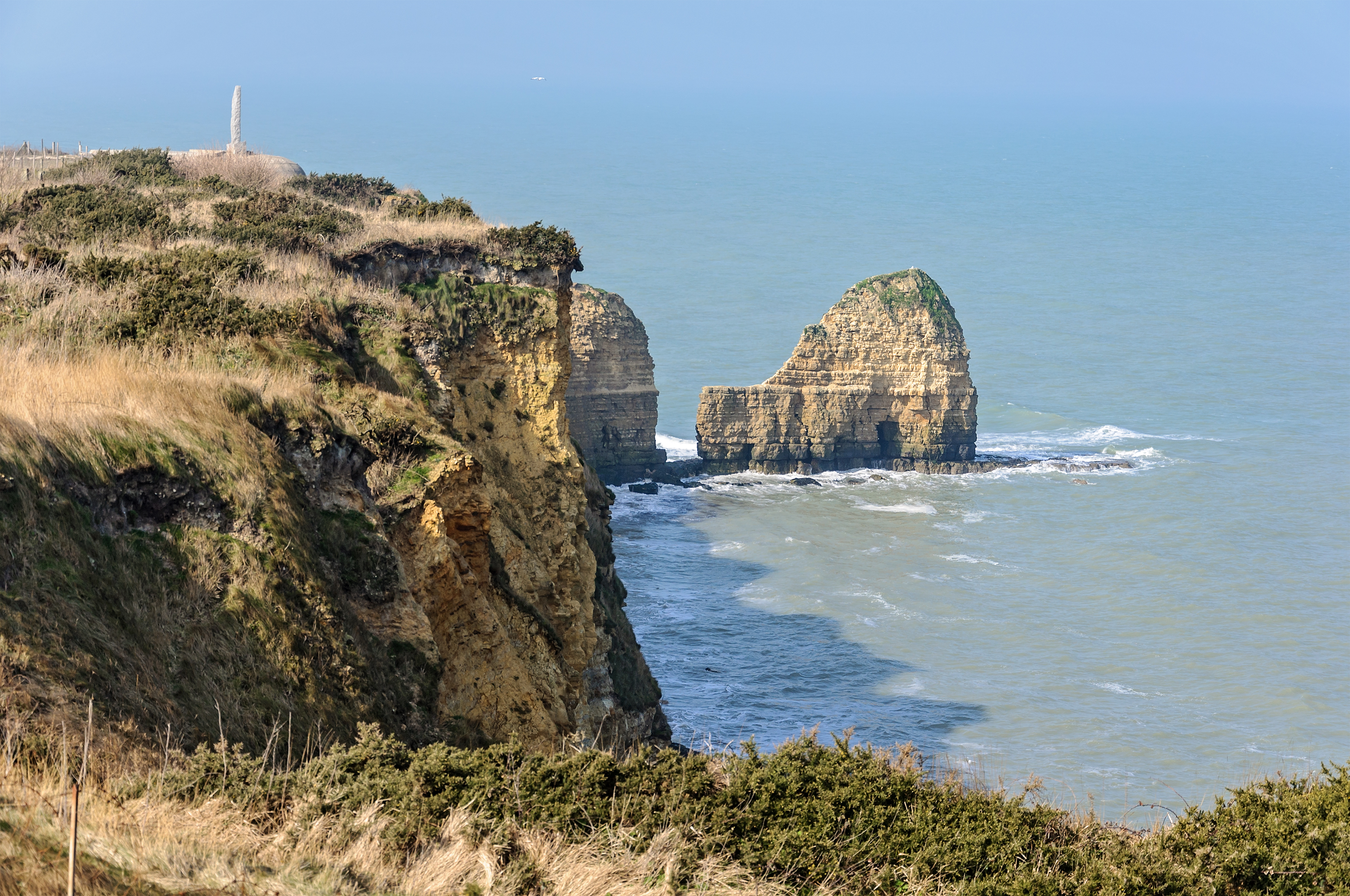
Pointe du Hoc.
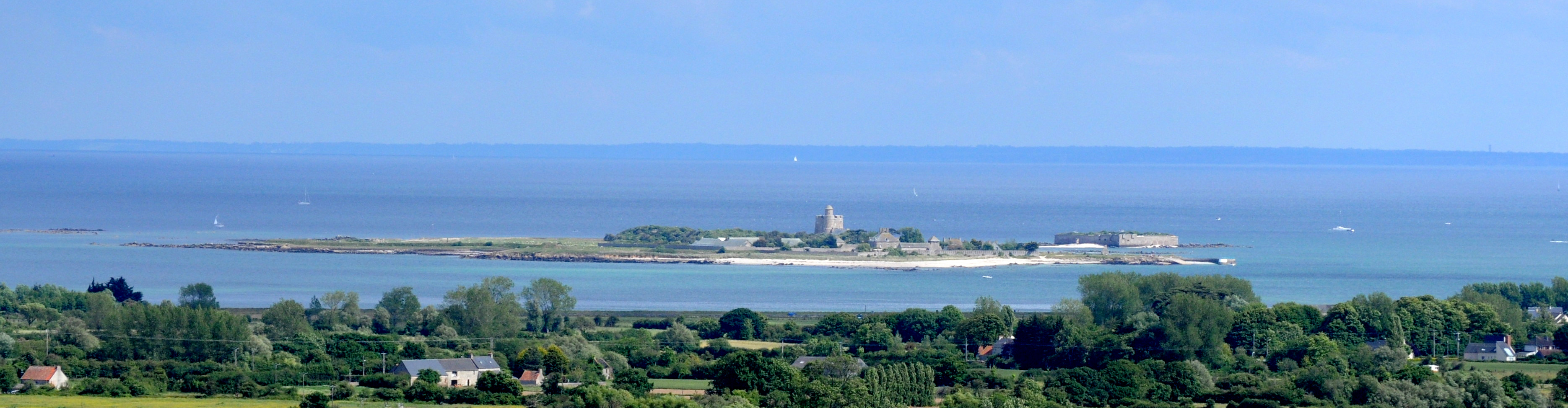
Île de Tatihou.
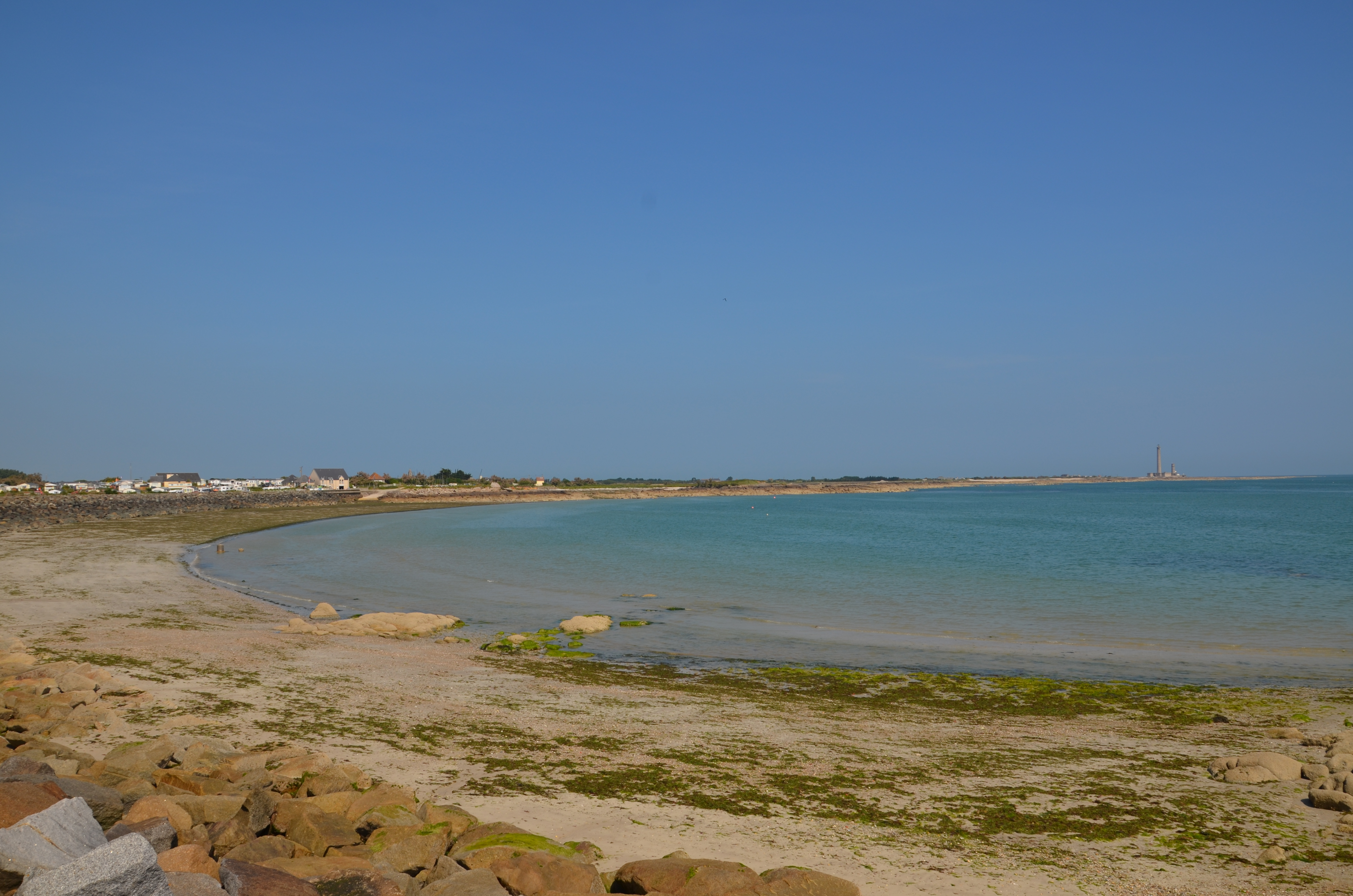
Pointe de Barfleur et phare de Gatteville.
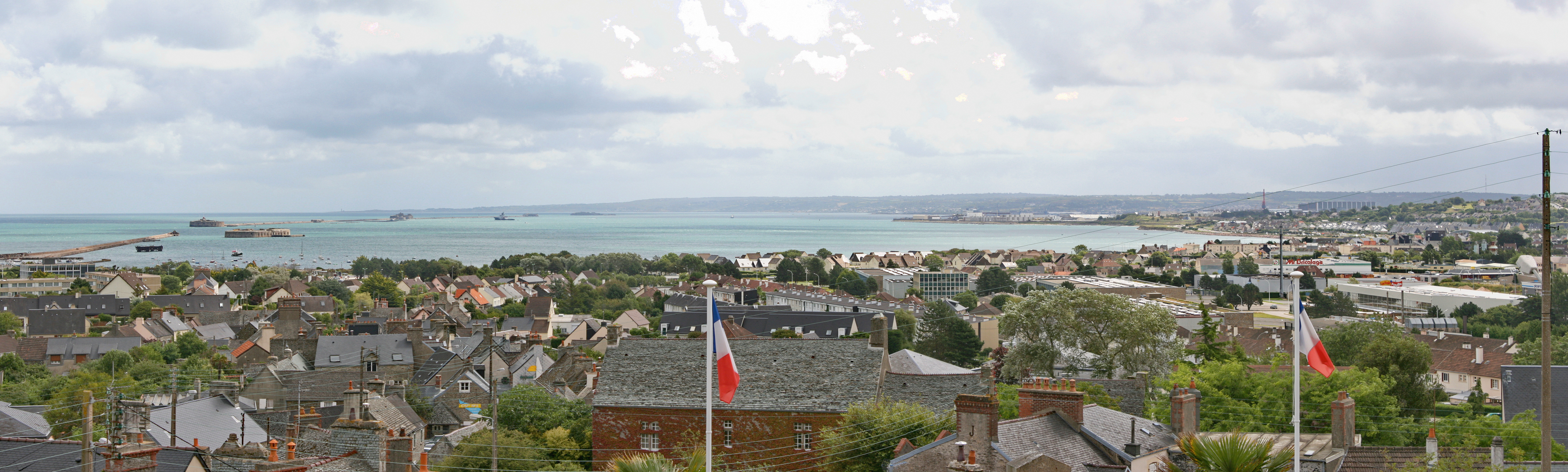
Rade de Cherbourg.
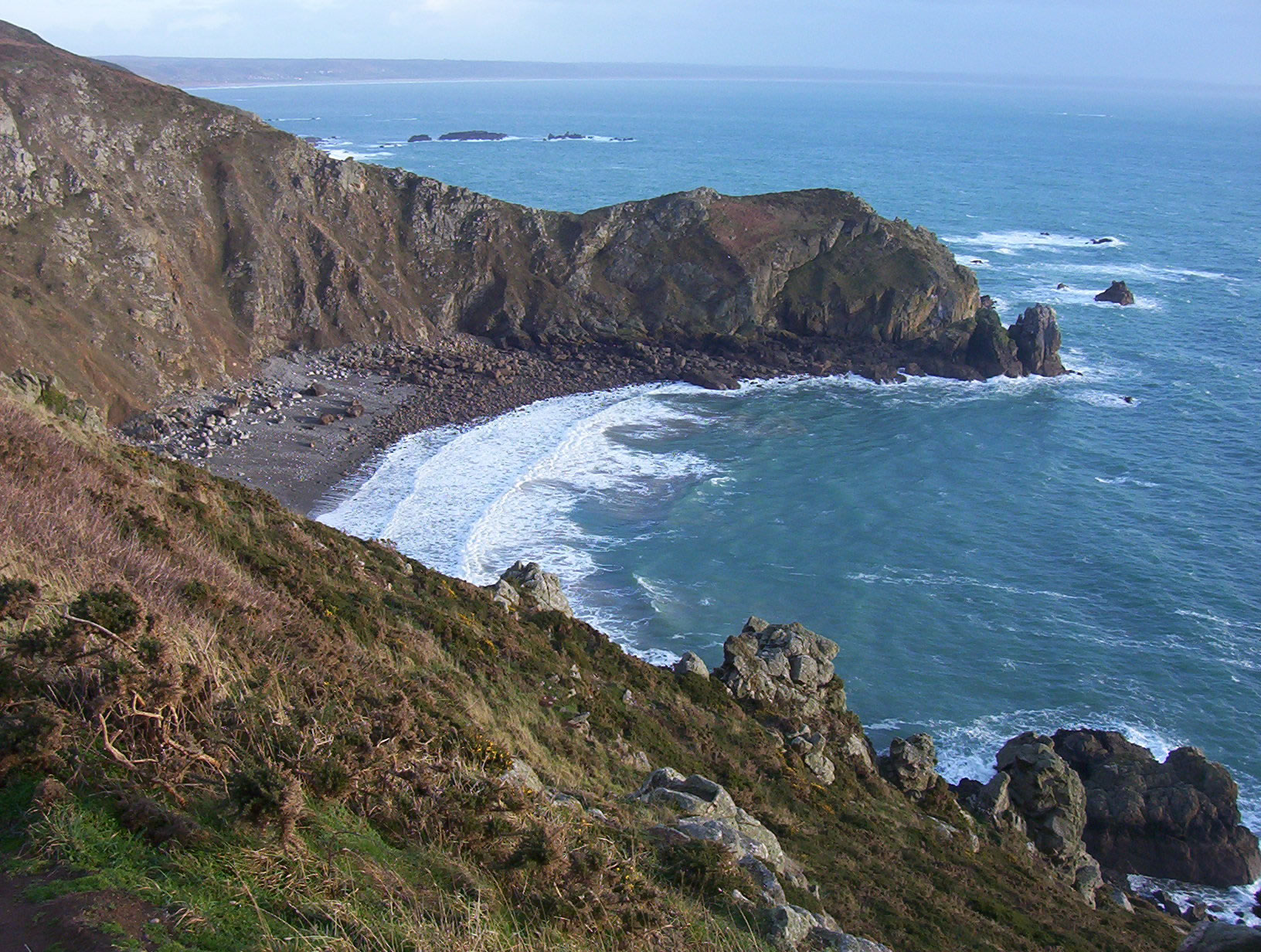
Nez de Jobourg.
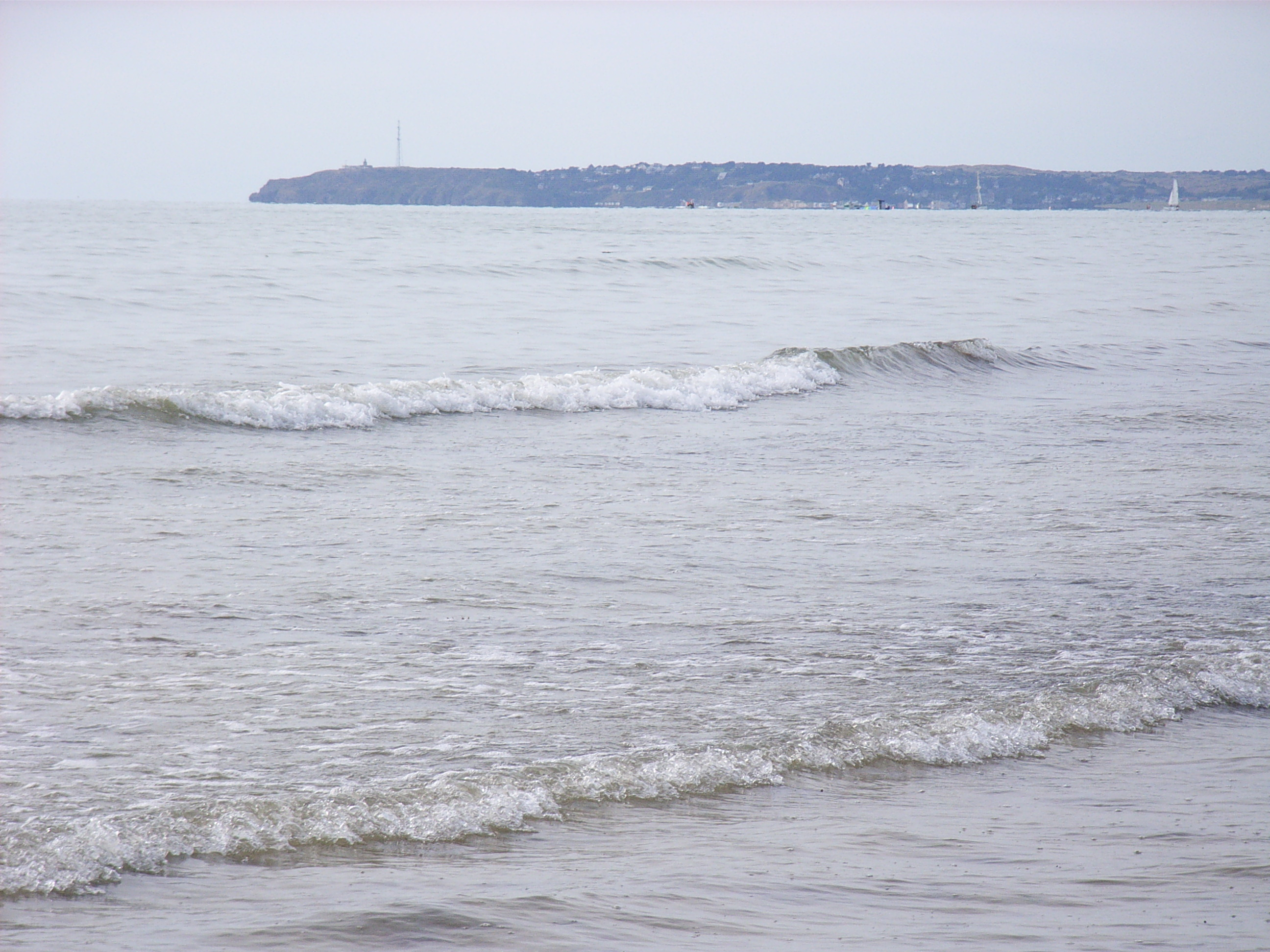
Cap de Carteret.
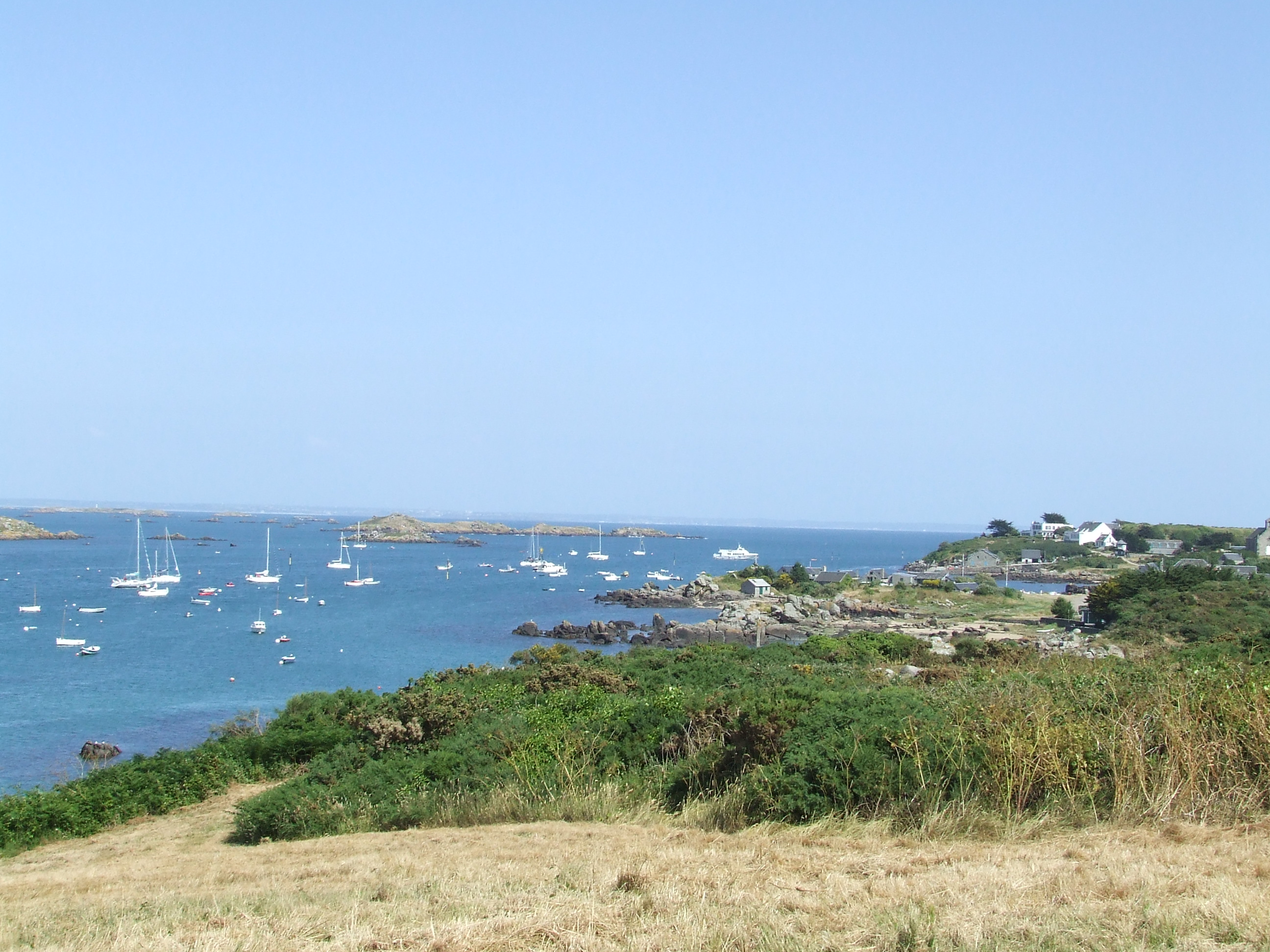
Îles Chausey.
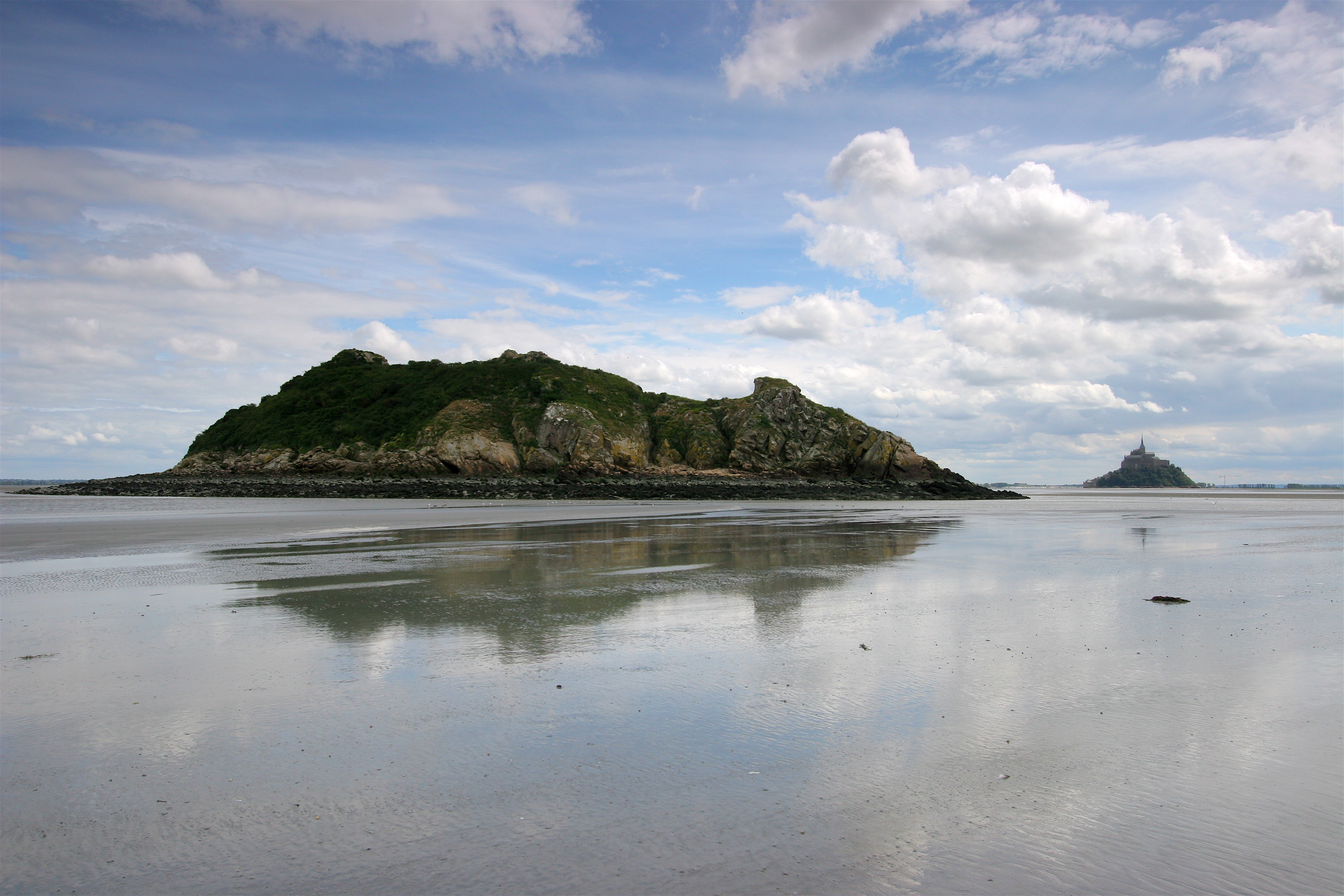
Tombelaine et le mont Saint-Michel (à droite).
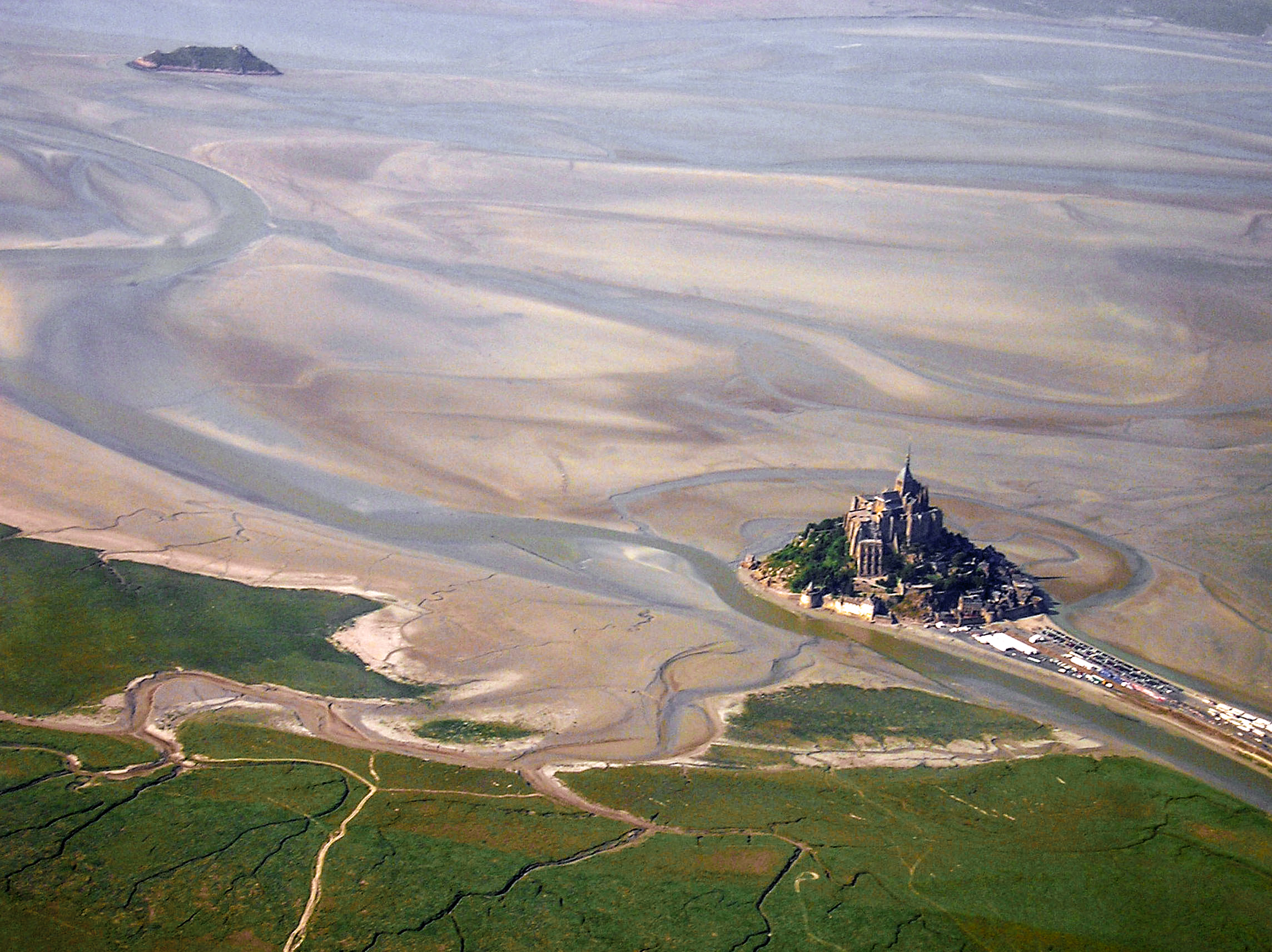
Baie du Mont-Saint-Michel.

La Normandie connaît une importante érosion de son littoral qui est en grande partie liée à l’anthropisation. Environ 60 % des plages de la région ont tendance à reculer. L’érosion la plus active concerne le littoral compris entre la baie du Mont-Saint-Michel et le cap de la Hague, à l’ouest du département de la Manche : le recul peut aller jusqu’à cinq mètres par an en moyenne. Sur les falaises de craie de Seine-Maritime, le recul est de 20 cm/an en moyenne.

## Régions naturelles
Le paysage normand est surtout caractérisé par des bocages (bocage normand, pays d'Auge, pays de Bray) et des plaines (de Caen, de Falaise, d'Argentan, d'Alençon, de Saint-André et du Neubourg).

### Le bocage normand

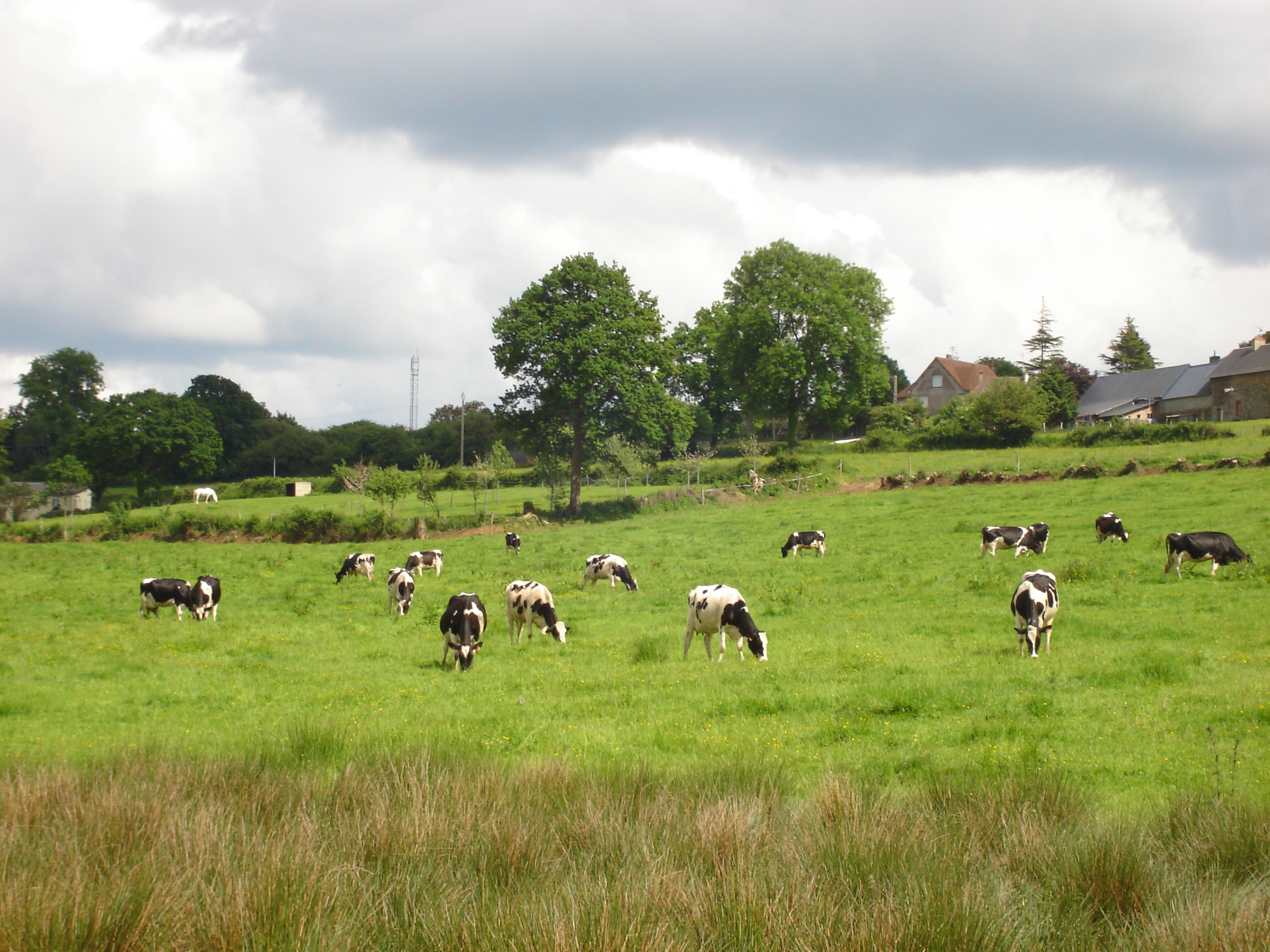
Paysage typique du bocage normand.

Le bocage normand, très vaste, est plutôt un puzzle de régions naturelles qu'un « pays » à lui seul. On pourrait ainsi dénombrer cinq grandes pièces dans le bocage normand :
- Le Cotentin, avec la Hague, le Val de Saire, le Bocage valognais, la Côte des Isles, le Plain, le Bauptois, le Coutançais, le Pays saint-lois, le Granvillais et le Bocage virois ;
- L'Avranchin et le Mortainais
- Le Bessin
- La Suisse normande
- Le Bocage ornais, avec le Domfrontais (ou Passais), le pays d'Houlme, le pays d'Andaine et le bocage flérien.

### Au nord de la Seine

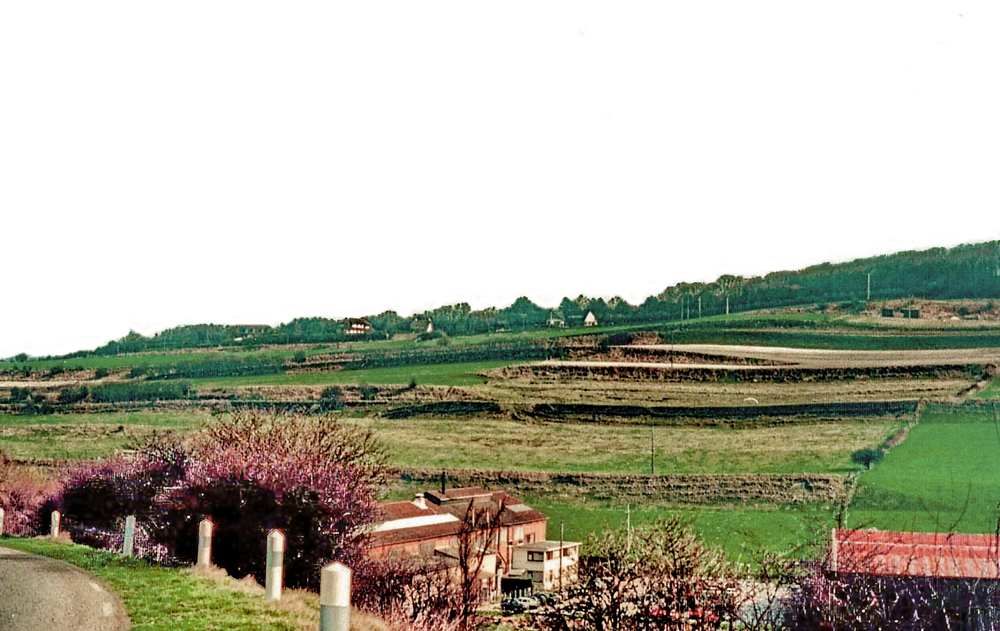
Rideaux de culture dans le pays de Caux.

Le pays de Caux est la partie la plus septentrionale de la Normandie. Son sous-sol est constitué d’une grande épaisseur de craie, couverte d’une couche d’argile à silex et d’un limon fertile, le tout surmonté par un vaste plateau à la surface légèrement ondulée.
À cheval sur les départements de Seine-Maritime et d'Oise, le pays de Bray, créé à partir de l'érosion d'un anticlinal, est une région de bocage, qui se caractérise par un sol argileux, favorable aux herbages pour l'élevage bovin laitier. Le Vexin normand, délimité par les vallées de l'Epte, de l'Andelle et de la Seine, se présente comme un plateau calcaire dont les méandres de la Seine ont creusé par endroits des falaises de craie abruptes.

### Au sud de la Seine

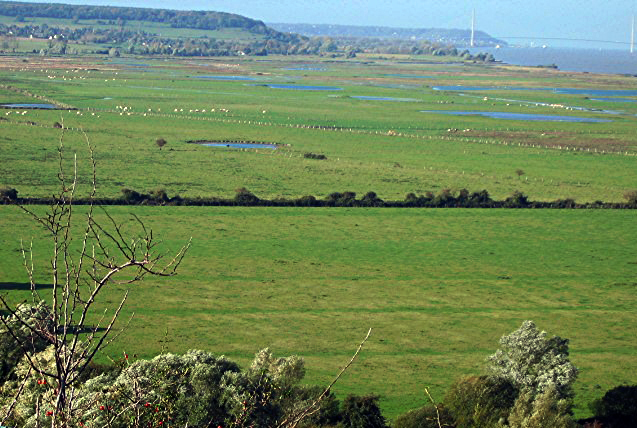
Marais-Vernier.

Le long de la Seine, le Marais-Vernier, dans le Roumois, offre des paysages pour partie agraire à champs ouverts (openfields), où les cultures céréalières se mêlent à l'élevage bovin. La campagne du Neubourg, plateau de craie et d'argile à silex, recouvert d'une épaisse couche de lœss, possède de vastes étendues découvertes et plates, largement dominées par les cultures céréalières. La monotonie du paysage est rompue, de manière ponctuelle, par quelques rares boisements. La campagne de Saint-André (ou d’Évreux) est un plateau presque entièrement voué à de grande culture céréalière, qui évoque beaucoup la Beauce voisine. Le plateau de Madrie, situé entre la Seine et l’Eure, a un sol sableux qui permet la céréaliculture. Le Lieuvin et le pays d'Ouche sont des régions aux paysages de bocage ; elles annoncent le pays d'Auge situé à cheval sur les départements du Calvados, de l'Orne et de l'Eure. Le pays d'Auge est vallonné, bocagé, parsemé de nombreux bois ou forêts.

### Au centre

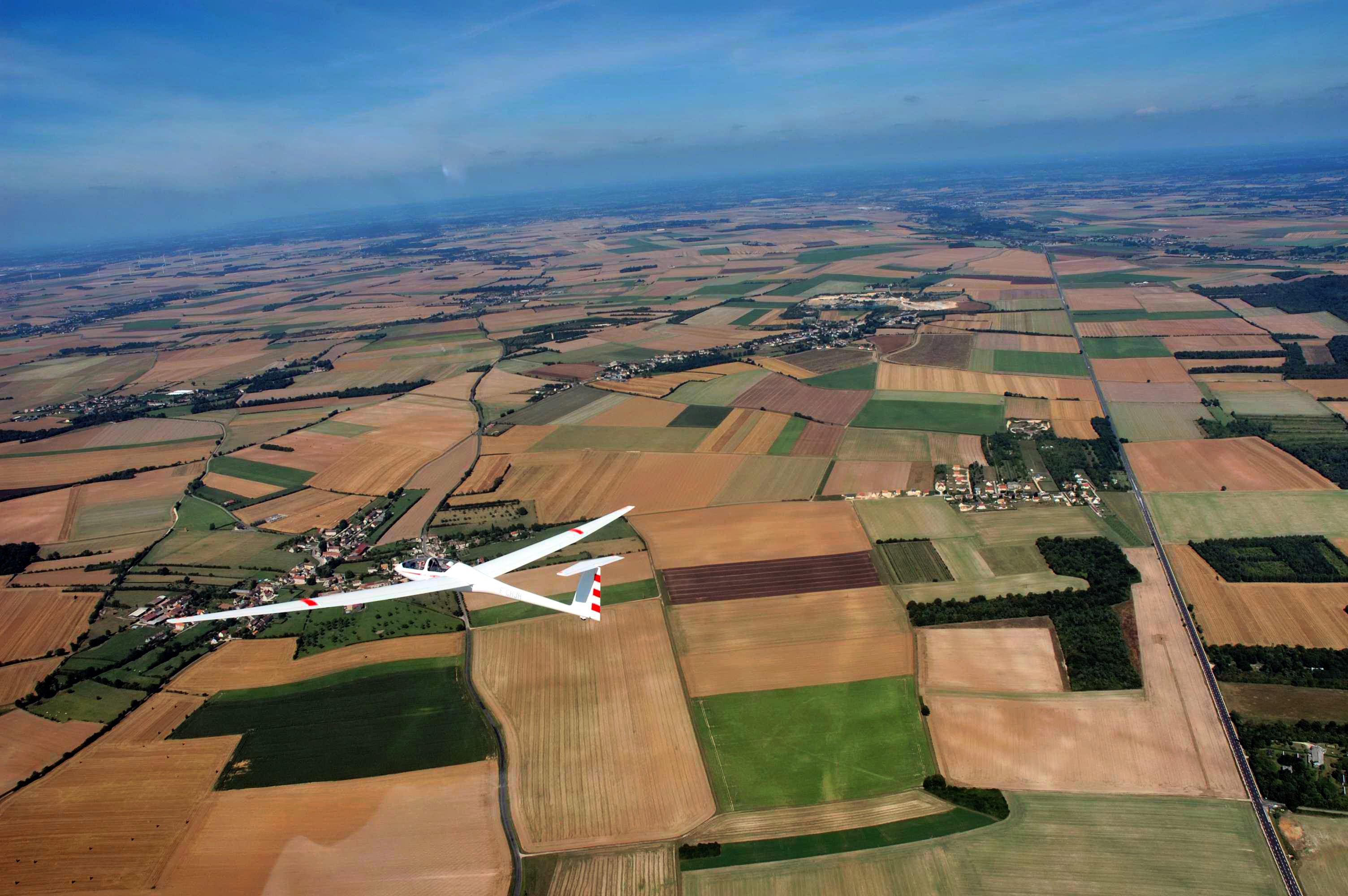
Campagne de Falaise.

La partie jurassique du Bassin parisien a un sol argileux qui favorise la pâture et l'élevage. Au nord-ouest du Calvados, le Bessin désignait à l'origine le territoire compris entre l'Orne et la Vire. Depuis le XIXe siècle et la disparition des haies bocagères, le Bessin oriental est devenu la plaine de Caen, terre vouée principalement à l'agriculture (en particulier les cultures céréalières). La plaine de Caen est peu à peu gagnée par l'urbanisation et la périurbanisation. Plus au sud, mais encore dans le Calvados, s'étend la campagne de Falaise, puis dans l'Orne, l’Hiémois, la plaine d'Argentan, la campagne d'Alençon et enfin, au sud-est de l'Orne, le Perche, des collines duquel de nombreux cours d'eau se dispersent pour aller rejoindre la Manche (Touques, Dives, Orne) ou la Seine (Eure, Avre, Iton, Risle).

### Le Massif armoricain

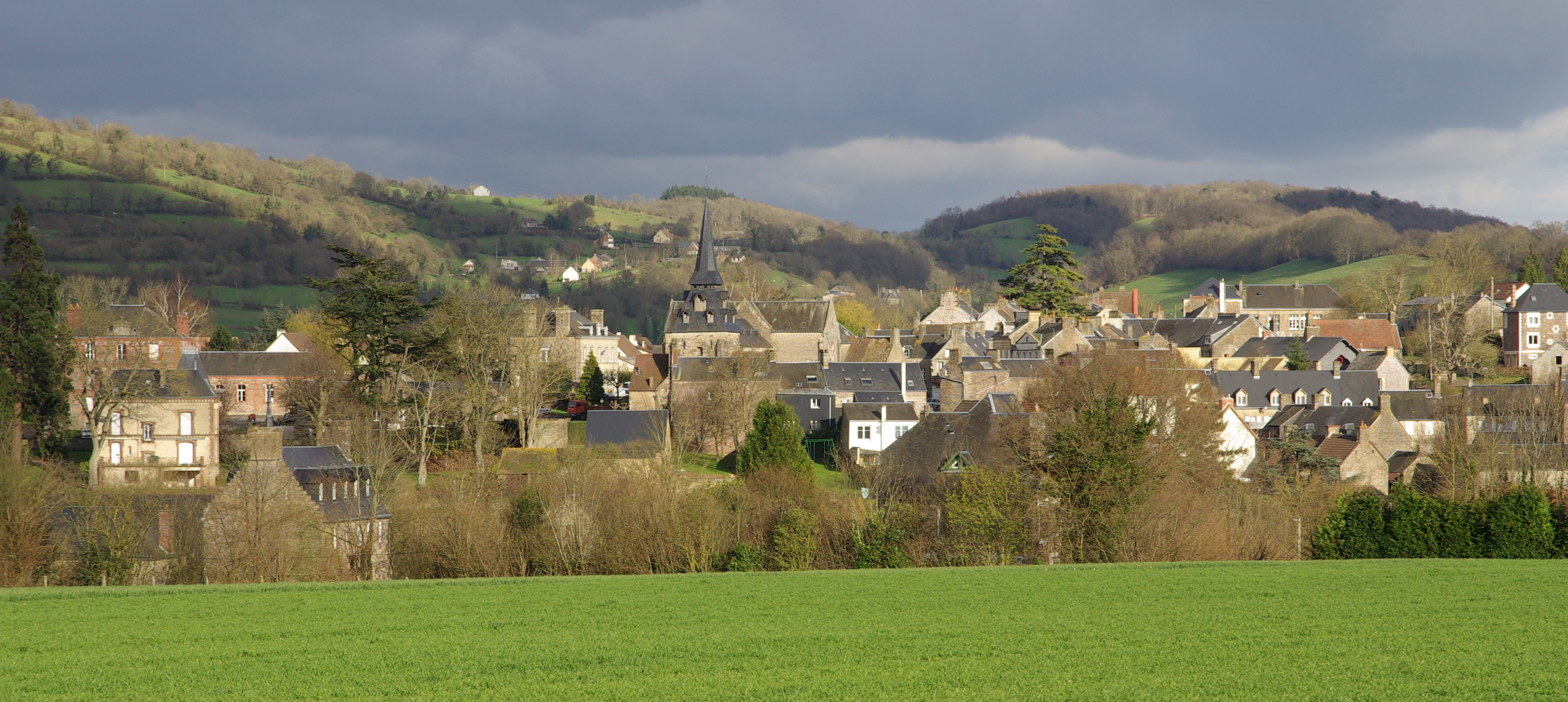
Clécy en Suisse normande.

À l'ouest de la Normandie, le Massif armoricain, au sol souvent acide, offre de nombreux bocages. La région n'a pas vu pénétrer les systèmes d'assolement que l'on a rencontrés dans les openfields de l'Est. Ces réseaux imbriqués de prairies, haies, talus et fossés jouent un rôle de corridors biologiques et empêchent l'érosion des sols.
La presqu’île du Cotentin est divisée en quatre « pays » historiques : au nord-ouest, la Hague ; au nord-est, le val de Saire ; au centre, le Plain (qui fait néanmoins partie du Bassin parisien), région de bocage ; au sud, la passe du Cotentin ou Bauptois, zone de marais et de landes. Au sud-ouest du département de la Manche, l’Avranchin est tourné vers la baie du Mont-Saint-Michel ; au sud-est, le Mortainais a un paysage de bocage sur un flanc granitique et gréseux. Le bocage virois correspond au bassin de Vire et à la partie du synclinal bocain, parcourue par la Vire et la Souleuvre. La Suisse normande, à cheval sur le Calvados et l’Orne, a un relief accidenté et verdoyant, avec des gorges sculptées par l’Orne et ses affluents, par érosion dans le Massif armoricain. Les berges du fleuve offrent un relief escarpé et un espace forestier important. Sur les collines, les champs, de taille modeste et pentus, sont très souvent bordés d’épaisses haies ou de murets en granite avec une végétation dense. Le pays d'Houlme est la partie occidentale de l’actuel département de l’Orne. Le Domfrontais ou Passais est une région bocagère située dans le sud-ouest du département de l'Orne, à l'est de laquelle se trouve la forêt d'Andaine.

## Relief

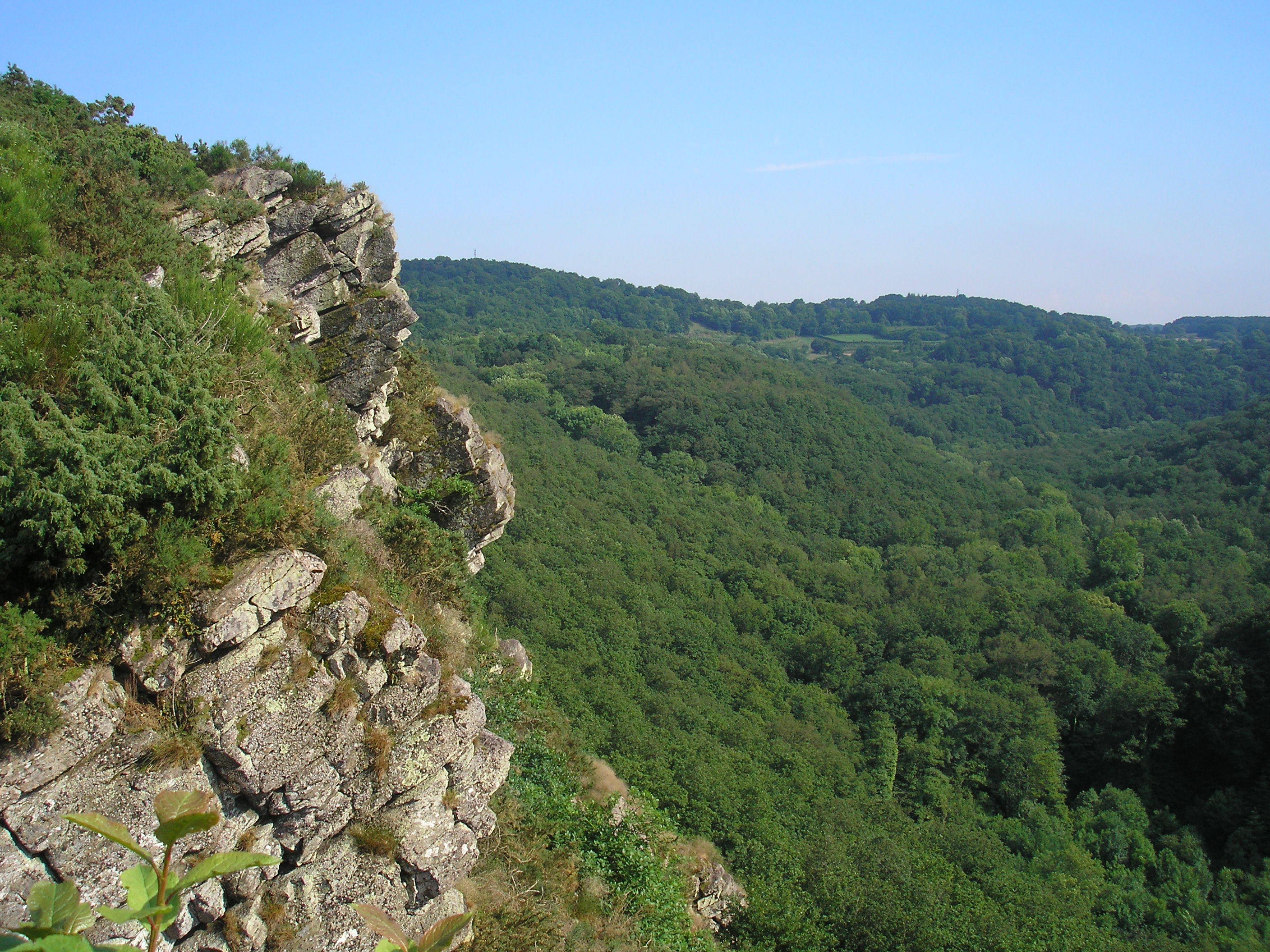
Le site de la Roche d'Oëtre.

Le signal d'Écouves, d'une altitude de 413 m, est le point culminant de la Normandie. Façonné dans le grès armoricain (gros bancs de quartzite très durs), il est entièrement recouvert par la forêt. Le panorama se restreint aux collines proches.
Le mont des Avaloirs culmine à 416 m et la butte Chaumont à 378 m.
En Suisse normande, le point le plus élevé du département du Calvados est le mont Pinçon qui culmine à 365 m d’altitude, tandis que la Roche d'Oëtre, dans l'Orne, avec 118 mètres de hauteur, est un des plus prestigieux belvédères naturels de l’ouest de la France.
Au sud-ouest de l'Orne, Saint-Céneri-le-Gérei, avec une altitude maximum de 193 m, est hissé sur un piton rocheux granitique et irrégulier des Alpes mancelles.
À Mortain (327 m d'altitude), des gorges profondes ont été creusées par les cours d'eau. On y trouve notamment les plus grandes cascades du Massif armoricain. Le belvédère de la Petite Chapelle Saint-Michel offre un très beau panorama donnant sur le mont Saint-Michel situé à 42 km de Mortain.

## Sismicité
Les séismes répertoriés ci-dessous indiquent la localité estimée être la plus proche de l'épicentre ainsi que l'intensité épicentrale mesurée sur l'échelle MSK de 1964, qui va de 1 (secousse non ressentie mais enregistrée par les instruments) à 12 (changement de paysage énormes crevasses dans le sol, vallées barrées, rivières déplacées).
- 30 décembre 1775 à 10h34 dans la plaine de Caen, d'intensité 7. Il s'agit de la secousse la plus forte en Basse-Normandie répertoriée par le BRGM[10]. Il est ressenti jusqu'à Avranches, Alençon, Dreux et Laval[11] ;

- 2 janvier 1827 dans le Perche près du Mêle-sur-Sarthe d'intensité 6[12], ressenti à Alençon et Mortagne-au-Perche[13].

La Basse-Normandie est considérée comme une région peu soumise au risque sismique. L'essentiel de son territoire a une exposition considérée comme faible, et la partie la plus orientale (Pays d'Auge, Pays d'Ouche et le Perche ornais) ont une très faible sismicité. Les zones les plus concernées sont situées sur le massif armoricain.

## Climat

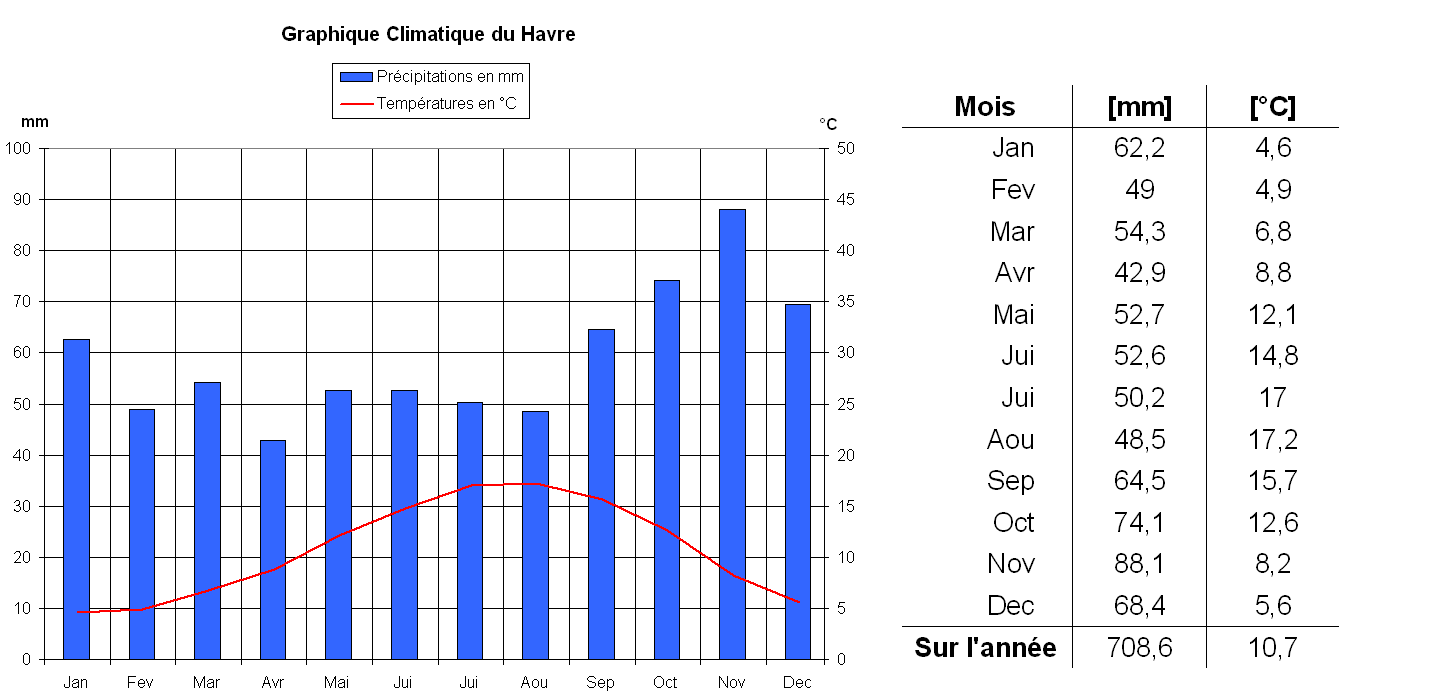
Graphique climatique du Havre

Le climat de la Normandie est un climat de type océanique. Les hivers sont relativement cléments sur le littoral, entre 5 °C et 6 °C en janvier, mais plus frais dans les terres, entre 3 °C et 4 °C en janvier. Les étés y sont frais, entre 16 °C et 17 °C en juillet, et humides. Les précipitations sont relativement abondantes, avec 123 jours de pluie par an en moyenne. L'ensoleillement annuel moyen est d'environ 1 586 heures.
|         | Température (Moyenne annuelle) (en °C) | Température (Moyenne annuelle) (en °C) | Précipitations par an (en mm) | Ensoleillement par an (en heures) |
| Min.    | Max.                                   |                                        | Précipitations par an (en mm) | Ensoleillement par an (en heures) |
| ------- | -------------------------------------- | -------------------------------------- | ----------------------------- | --------------------------------- |
| Alençon | 6,4                                    | 15,1                                   | 738,4                         | 1615                              |
| Caen    | 7,1                                    | 14,7                                   | 723,2                         | 1624                              |
| Rouen   | 6,2                                    | 13,9                                   | 820,6                         | 1518                              |

## Hydrographie
Les cours d’eau de la Normandie sont la Seine et ses tributaires : Epte, Andelle, Eure, Risle, Robec, ainsi que de nombreux petits fleuves côtiers : Bresle, Touques, Dives, Orne, Vire, Sée, Sélune, Couesnon, Gerfleur. La Veules, plus petit fleuve de France, se jette à Veules-les-Roses, entre Dieppe et Saint-Valery-en-Caux, en Seine-Maritime. Les bordures sud de la province, drainées par la Mayenne, la Sarthe et leurs affluents, appartiennent au bassin de la Loire.
La Normandie est également sillonnée de canaux, notamment le canal de Caen à la mer et le canal de Vire et Taute.

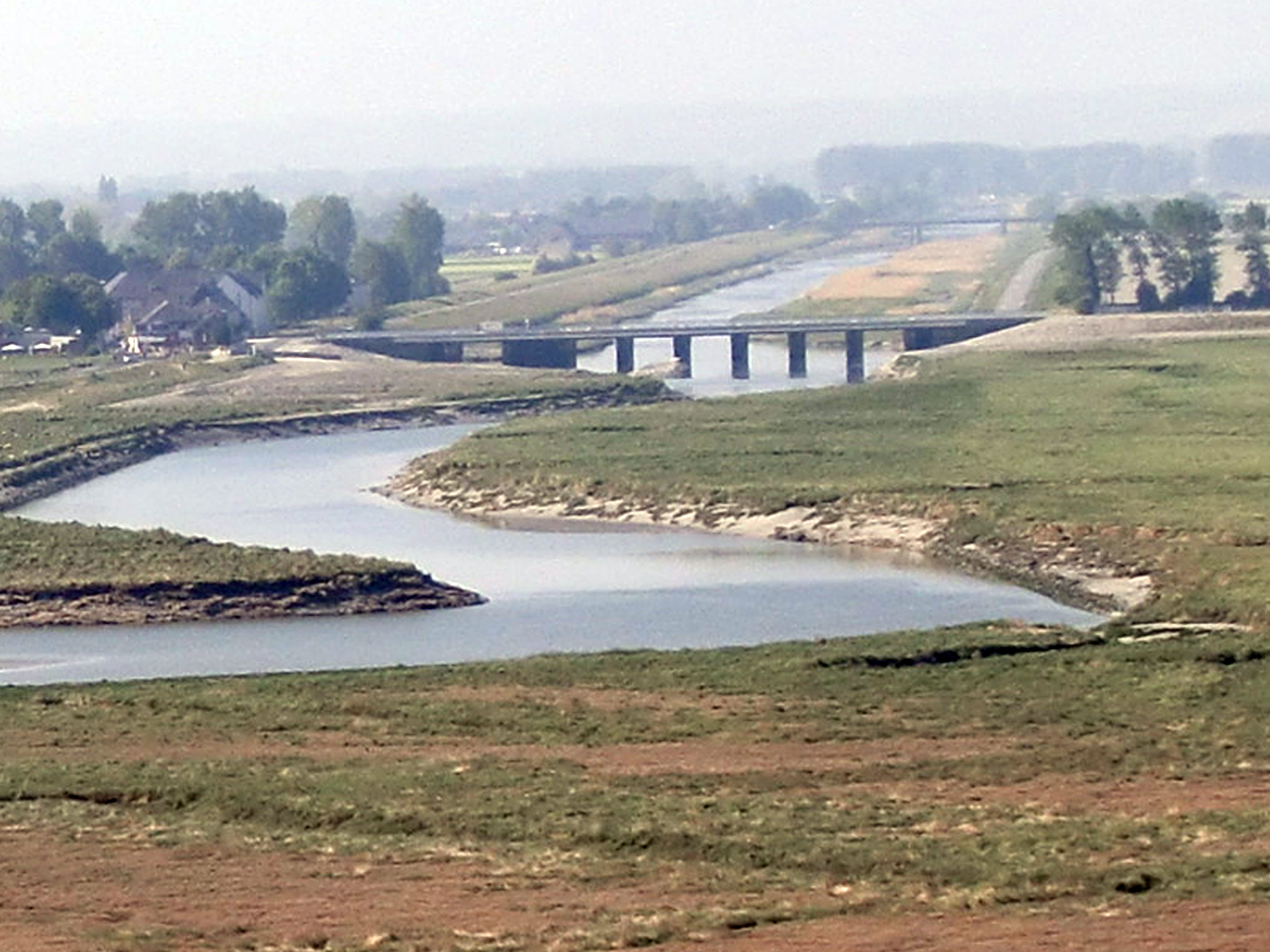
Le Couesnon.
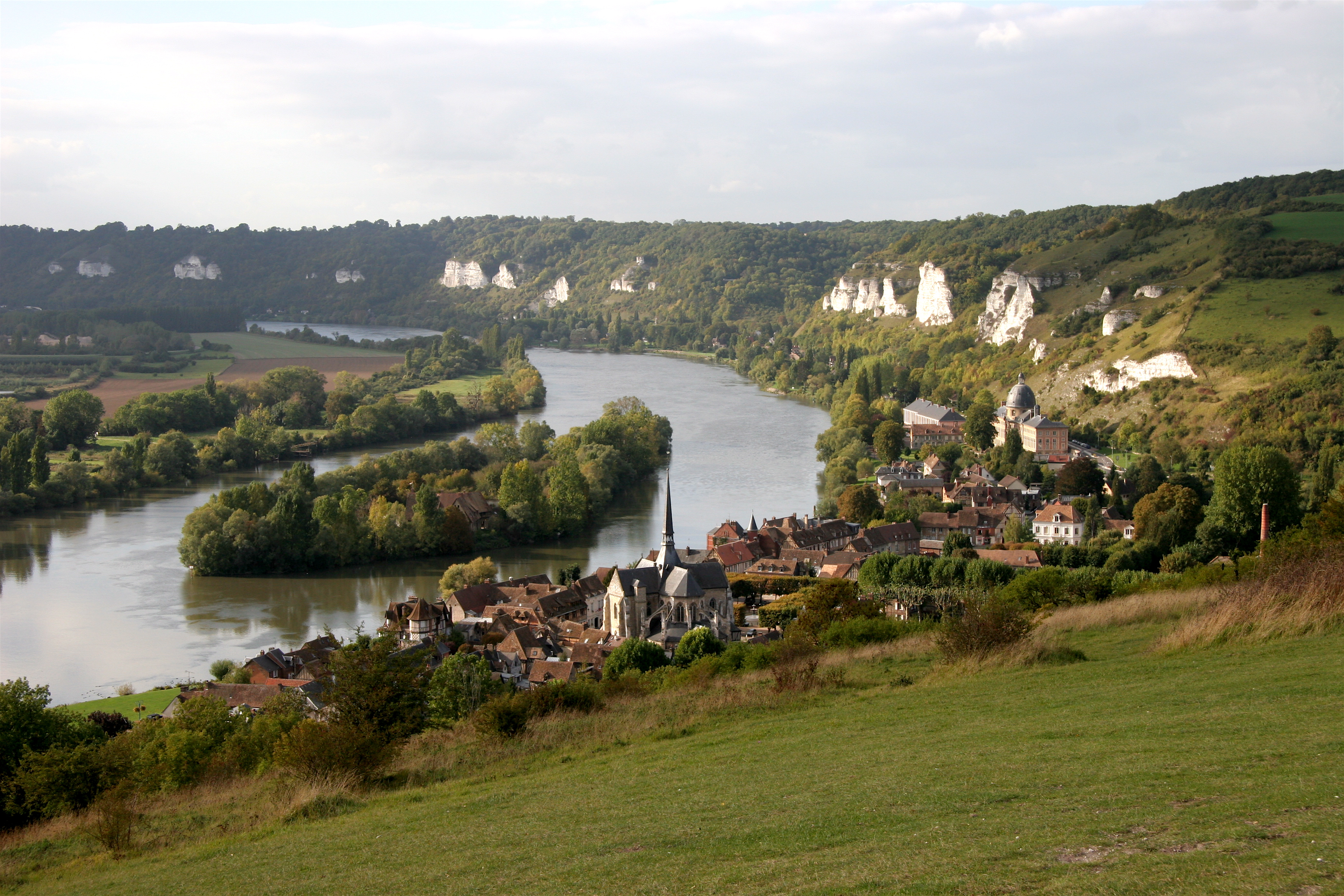
La Seine aux Andelys.
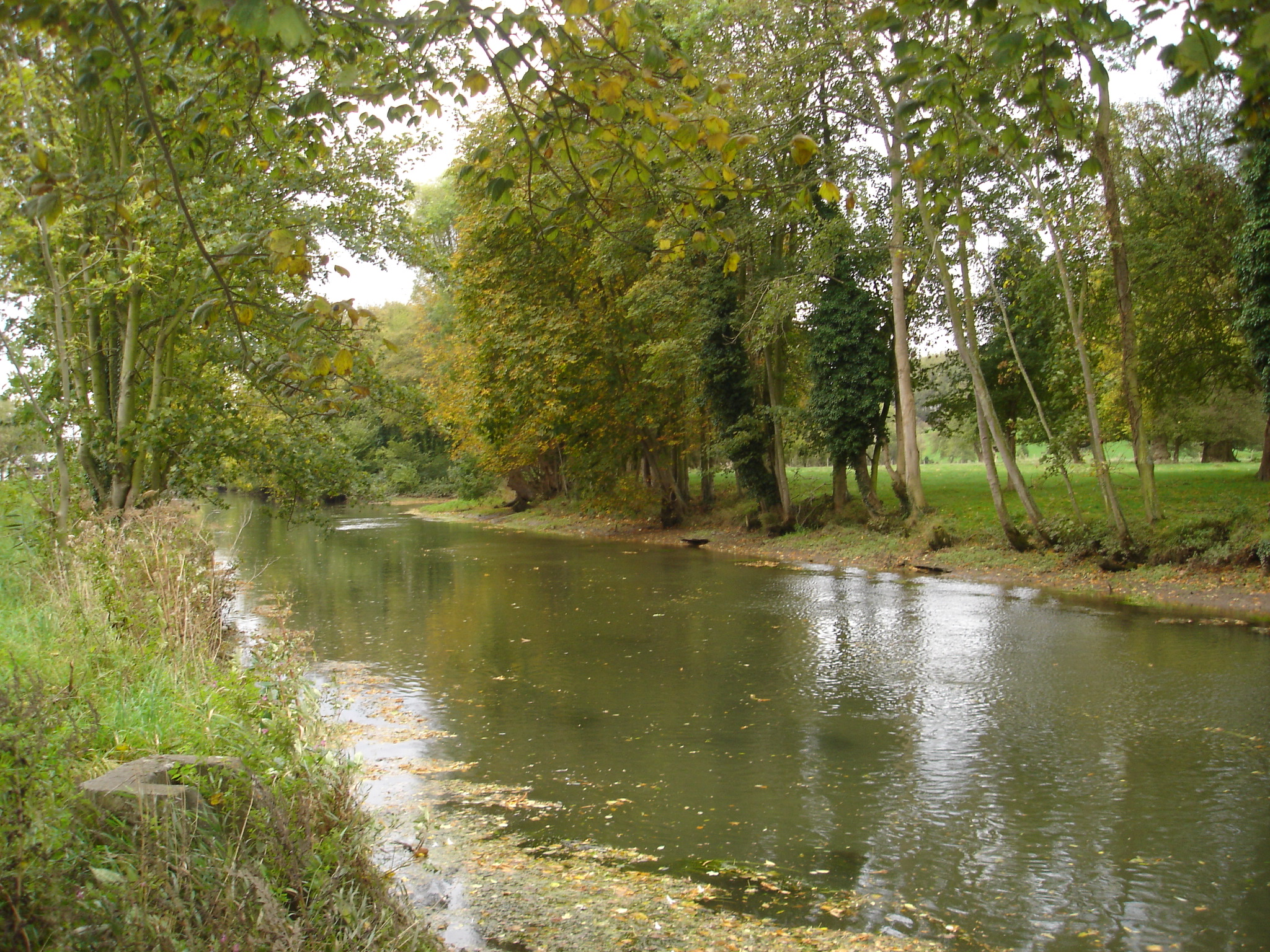
La Bresle canalisée entre Eu et Le Tréport.

## Géologie

Carte géologique du massif armoricain.

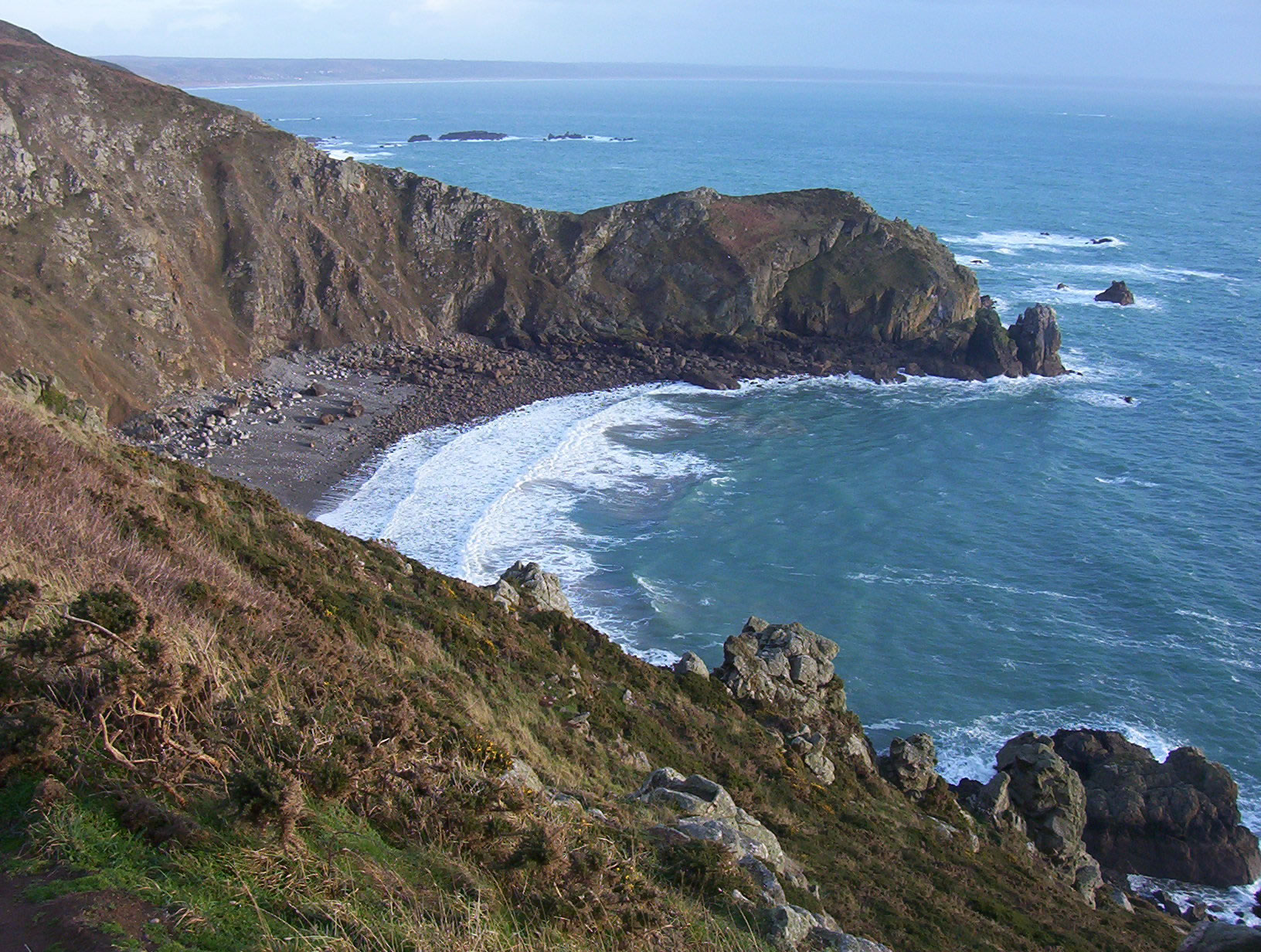
Nez de Jobourg dans la Hague.

La Normandie appartient à la plaque eurasiatique. D'un point de vue géologique, la géographie de la Normandie peut se scinder selon une ligne transversale allant de Bayeux à Alençon, l'ouest faisant partie intégrante du Massif armoricain, et l'Est du Bassin parisien, deux grandes régions naturelles de formations très différentes. Cette répartition ne correspond d’ailleurs pas à l'ancienne division administrative entre Haute et Basse-Normandie car la limite traverse du nord au sud les départements du Calvados et de l’Orne.
Les rivières découpent des vallées profondes.
L'orogenèse icartienne a intéressé la Hague, où affleurent les plus vieilles roches de France (à l'instar du Trégor mais surtout du bailliage de Guernesey qui comprend Sercq et Aurigny). Il y a 600 millions d'années, seule la partie cadomienne du Massif armoricain est émergée. Il y a 200 millions d'années, durant le jurassique inférieur, alors que le Massif armoricain est émergé, ce qui deviendra le Bassin parisien est une mer. Au miocène (il y a 5 à 20 millions d'années), le réseau hydrographique actuel, dont la Seine, est mis en place. Le bassin est alors une vaste plaine dominant à peine le niveau de la mer.
À l’ouest (Manche, sud-ouest du Calvados, ouest de l’Orne), le Massif armoricain consiste en lambeaux de l'ancienne chaîne cadomienne, constituée de roches plutoniques granitiques, accompagnées pour la plupart de roches détritiques terrigènes auxquelles se sont ajoutés des sédiments paléozoïques et qui ont été légèrement plissés durant l'orogenèse hercynienne. Les lignes de crêtes armoricaines sont approximativement orientées est-ouest et sont constituées de « grès armoricain » (quartzite) très dur. Ces couches ont été déformées par le plissement hercynien. Il y a donc, du nord au sud une succession d'anticlinaux et synclinaux : synclinaux de May-sur-Orne, Urville, zone bocaine et anticlinal d'Ecouves. La zone bocaine est le synclinal le plus long (de Granville à Tournai-sur-Dives en passant par Falaise) et aussi le plus visible. La partie armoricaine alterne forêts et prairies.
Au centre (à l’est et au nord du Calvados et à l’est de l’Orne), les couches calcaires jurassiques du Bassin parisien sont très propices aux cultures céréalières.
À l'est (Haute-Normandie), le Bassin parisien est une vaste dépression où se sont accumulées des roches sédimentaires d'origine marine, lacustres, lagunaires et fluviatiles. Ce bassin parisien est constitué de couches sub-horizontales, donc non plissées, parce que déposées après la période hercynienne et parce que le plissement alpin a peu affecté le nord-ouest de la France. Les paysages de plaines et de plateaux de faible hauteur (pays de Caux) attestent la présence du calcaire ou de la craie. Les couches de silex aident la résistance à l'érosion. Les surfaces y sont presque horizontales ou très peu ondulées. Le sol, argileux, favorise la pâture et l'élevage ; cependant, le sud-est de la Haute-Normandie constitue le prolongement du plateau céréalier de la Beauce.
La diversité géologique a pour conséquence une certaine diversité des paysages, malgré tout limitée par la communauté de climat, tempéré et humide. De ce fait, certains paysages (prairies, bocages) se retrouvent à l’identique dans nombre de parties de la Normandie qui comprend un certain nombre de « pays » bien caractérisés.

## Environnement

### Les parcs naturels régionaux

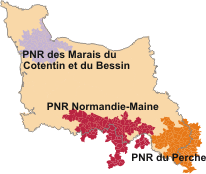
Parcs naturel régionaux de Basse-Normandie

La Normandie compte quatre parcs naturels régionaux : le parc naturel régional des Boucles de la Seine normande, le parc naturel régional Normandie-Maine, le parc naturel régional des Marais du Cotentin et du Bessin et le parc naturel régional du Perche, qui occupent 17 % du territoire régional. Ils présentent des richesses très variées, qu’il s’agisse du patrimoine culturel ou du patrimoine naturel.

### Flore
La forêt couvre 14 % du territoire. Il s'agit là d'un faible couvert forestier, comparé à la moyenne nationale (28 %), mais compensé par les « forêts linéaires » que forment les haies bocagères. Le département de la Manche est d'ailleurs le département français le moins boisé.
Les landes recouvrent les sols pauvres, acides mais humides du département de la Manche.

### Faune

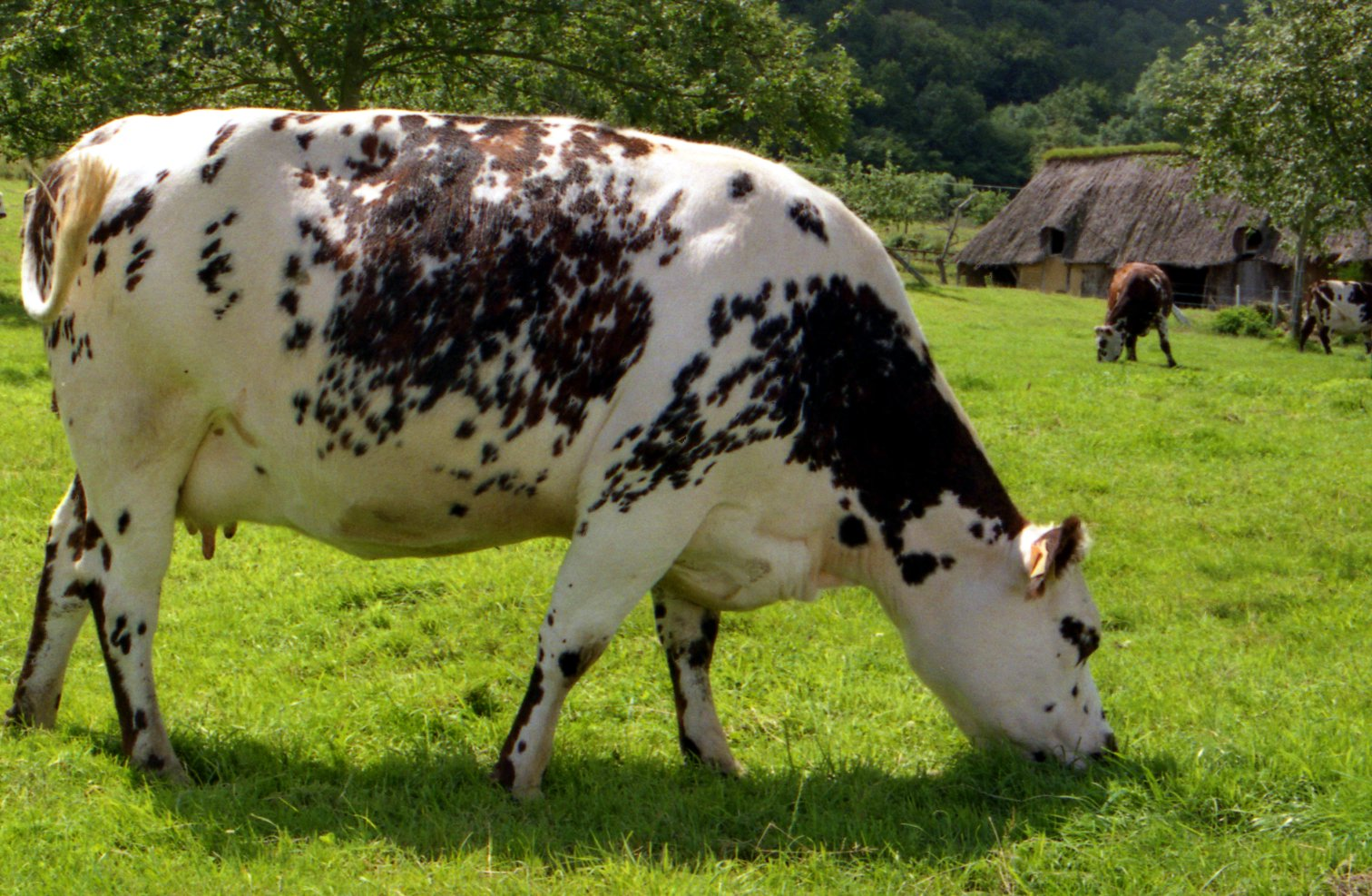
Vache normande.

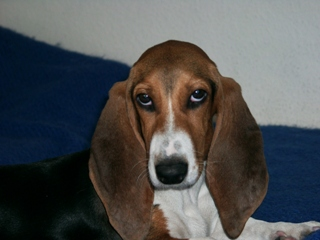
Basset artésien normand.

Du fait d'une tradition agricole ancestrale, la Normandie est la région d'origine de nombreuses races animales d'élevage ou de compagnie. Bien que surtout connue pour son cheptel bovin grâce à la célèbre vache normande, la faune de Normandie est constituée d'une multitude de races.
- Asins et équins : âne normand, âne du Cotentin, percheron, cob normand, augeron, anglo-normand (originaire du Plain), âne andalou ou anko du Perche, selle français (issu du cheval anglo-normand), trotteur français (issu du carrossier normand) ;
- Bovins : normande, jersiaise ;
- Ovins et caprins : roussin de la Hague, cotentin, avranchin, chèvre des fossés ;
- Porcins : porc de Bayeux, porc blanc de l'Ouest ;
- Volailles : poule courtes-pattes, poule du Merlerault, poule de Dampierre, poule de Crèvecœur, poule de Gournay, poule de Caumont, poule de Pavilly, poule de Caux, coucou de France, cotentine, canard de Rouen, oie normande, oie de Bavent, dindon noir de Normandie ;
- Animaux domestiques :
  - Basset artésien normand, chien de chasse ou de compagnie ;
  - Chartreux, chat très populaire en Normandie, trouvant ses origines dans le nord-ouest de la France ;
  - Épagneul de Pont-Audemer, chien à poil frisé et légèrement bourru, de couleur marron ou marron et gris chiné, originaire du Marais-Vernier.

Les zones humides (marais, prés-salés, tourbières, baies) sont des refuges pour de nombreux amphibiens et une multitude d'oiseaux nicheurs ou migrateurs (râle des genêts, spatule blanche, avocette, héron butor, etc.).